# Кагазды
Кагазды (кирг. Кагазды) — село в Ноокенском районе Джалал-Абадской области Кыргызстана. Входит в состав Сакалдинского айылного аймака.

## География
Село расположено в южной части области, на расстоянии приблизительно 5 километров (по прямой) к юго-западу от села Масы, административного центра района. Абсолютная высота — 601 метр над уровнем моря.

## Население
Согласно оценочным данным Национального статистического комитета Кыргызской Республики, численность населения села на начало 2023 года составляла 1284 человека.
| год     | 2009 | 2014 | 2015 | 2020 | 2021 | 2023 |
| ------- | ---- | ---- | ---- | ---- | ---- | ---- |
| человек | 1099 | 1291 | 937  | 1223 | 1197 | 1284 |